# わたるれぼりゅーしょん
わたるれぼりゅーしょん（1995年11月28日 - ）は、日本のお笑い芸人。
東京都出身。吉本興業（旧：よしもとクリエイティブ・エージェンシー東京本社） 所属。NSC東京校25期生。
｢わたるレボリューション」という表記をされることも多いが、芸名は「れぼりゅーしょん」も含め全て平仮名で表記するのが正式である。

## 来歴
2014年4月、NSC東京校20期生として入学する。約半年後に中退。
その後、新宿区歌舞伎町エリアのホストクラブにて勤務。
2017年から2018年に掛けて、株式会社オフィスバードのお笑い部門に所属していた。
2019年4月、NSC東京校25期生として再入学。2020年4月に卒業してからは、東京吉本所属のピン芸人として活動している。
2021年9月から12月までSHOWROOMにて行われた『チーム対抗!「よしもと芸人ステッカー」制作権争奪戦!』に、奥重敦史、高橋憂紀（ステボシ）と共に「チームF」として参加し、1位を獲得。その結果を受け、「奥重敦史と仲間たち」として、よしもとステッカーが作成・発売された。
2022年4月、同期のフーディー秀一ともつとのトリオ「ばくれつ男子」を結成。2023年2月、解散。

## 人物・エピソード
- 現在はピン芸人であるが、過去にはコンビで活動した時期もあった。トータルの解散回数は12回[14][出典無効]。
- 得意料理はチャーハン。17LIVE配信内で「究極のチャーハン」を追求し調理するコーナーがある。
- 167 cm・47 kgと、成人男性としてはかなり小柄で細身である。その小さな身体で踊る様子はファンから「ガリダン」と呼称される。
- 野球が好き。プロ野球では主に福岡ソフトバンクホークスを応援している。また、自らも野球経験があり、今も芸人仲間との草野球チームに参加している[15][出典無効]。
- 父親が現役で早稲田大学に在学している。

## 芸風
主に一人コント。発狂号泣と称される、大声・泣き芸が特徴。

## 賞レース等における成績
| 年度   | 結果      | 会場                        | 日程    | 備考                           |
| ------ | --------- | --------------------------- | ------- | ------------------------------ |
| 2012年 | 1回戦敗退 | 東京 新宿シアターモリエール | 1月28日 | アマチュア時代に本名名義で出場 |
| 2020年 | 1回戦敗退 | 東京 新宿シアターブラッツ   | 1月5日  | NSC東京校在学中に出場          |

- 2018年 M-1グランプリ2018 - 1回戦欠席（コンビ「むらさき」として）[18]
- 2019年 M-1グランプリ2019 - 1回戦敗退（コンビ「ヒトタラシ」として）[19]
- 2021年 M-1グランプリ2021 - 1回戦敗退（ユニットコンビ「パーティーれぼりゅーしょん」として）[1]
- 2021年 チーム対抗!「よしもと芸人ステッカー」制作権争奪戦! - 1位（チームF）[10]
- 2022年 M-1グランプリ2022 - 2回戦進出（トリオ「ばくれつ男子」として）[20]

## 出演

### テレビ
- お願い!ランキング（テレビ朝日、2017年12月13日[21]）
- 水曜日のダウンタウン（TBS、2021年10月20日[22]）

### ラジオ
- メロンパンこしはらの焼きたてパンを召し上がれ！（stand.fm、2021年5月9日[3]、5月16日[23]）

### 配信番組
- NSC東京 賞レース対策模試（YouTube）
  - #1 今期もスタート!! 令和こそタイトル勝ち獲るぞ!! 試してみたい新ネタスペシャル[24]（2019年7月9日）[注 1][25]
  - #2 賞レース予選、真っ只中!! 鬼塾長よ、このネタなら、どうじゃい!!?[26]（2019年9月13日）[注 1][27]
- NSC東京25期ビジネスコース企画「ネタライブ配信」[28]（YouTube、2019年12月6日）[注 1]
- よしもとイチナナ-1グランプリ1月度特別番組（17LIVE、2021年1月25日[29]）
- よしもとイチナナ-1グランプリ4月度特別番組（17LIVE、2021年4月28日[30][31]）
- かまいったーTV（Twitter、2021年6月10日）

### CM
- 大阪チャンネル（2020年、吉本興業）
  - 新CMバトル GAG編[32]

### ミュージックビデオ
- ircle「あふれだす｣（2018年）[33][34]